# 覚勝院
覚勝院（かくしょういん）は、京都市右京区にある真言宗大覚寺派の寺院である。大覚寺唯一の塔頭寺院で、大覚寺派の別格本山である。本尊は十一面観世音菩薩。嵯峨聖天の通称で知られる。

## 歴史
正平年間（1346年～1370年）に院家の住坊として創建された。本堂は正徳元年（1711年）に江戸幕府第6代将軍徳川家宣が寄進したもので、歓喜天（聖天様）が祀られている。